# Cholistani (raza ovina)
Cholistani es una raza de oveja doméstica de Pakistán.  Aunque también produce lana, se cría principalmente para carne.

## Características
Esta raza tiene cabeza y orejas de color negro y marrón, con el cuerpo blanco. Las orejas son pequeñas y la cola larga. Localmente. se le llama llamado 'Buchi'. 
Los carneros maduros pesan 48,5 kilogramos y las ovejas, 34 kilogramos. De promedio, la altura media en la cruz de los machos maduros es 75 cm y la de las hembras, 66 cm. En el nacimiento y en promedio, los carneros pesan 3.5 kg, y las ovejas, 3 kg. 
La camada media es de 1.05 corderos. Durante un ciclo de amamantamiento medio de 110 días, las ovejas producen 45 kg de leche.
Desde 1986 a 1996, la población mundial de Cholistani disminuyó de 275.964 a 33.025 unidades.  En 1986, había una media de 120 cabezas por rebaño y la inseminación artificial no se utilizaba.